# حسن‌آباد (شامکان)
حسن‌آباد یا حسن آباد سبه روستایی در دهستان ربع شامات بخش شامکان شهرستان ششتمد استان خراسان رضوی ایران است.

## جمعیت
بر پایه سرشماری عمومی نفوس و مسکن در سال ۱۳۹۵ جمعیت این روستا ۳۰۵ نفر (۱۰۱خانوار) بوده‌است.